# Goblin

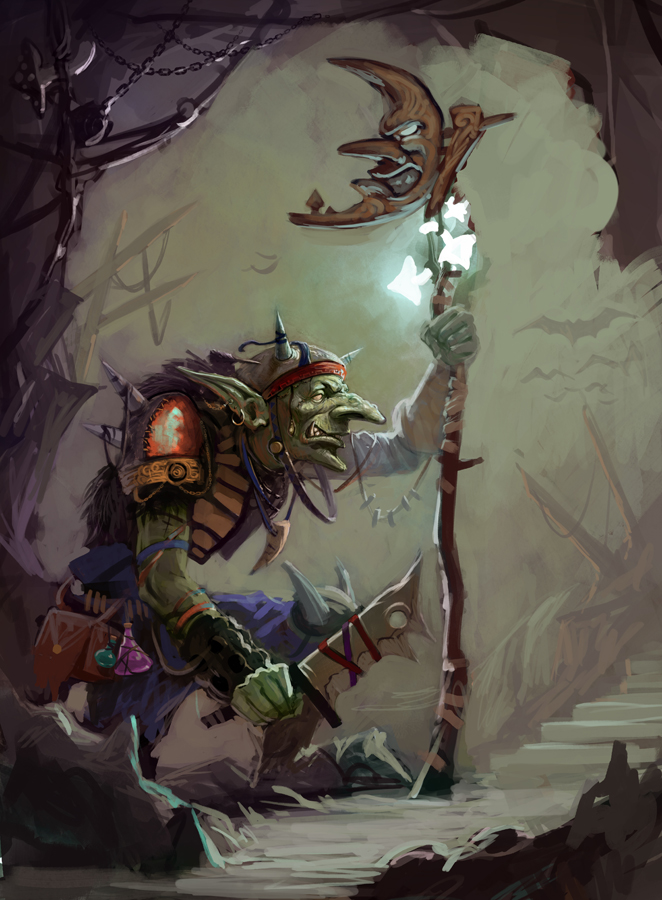
Un goblin in ambientazione fantasy.

Un goblin (in italiano gobelino) è una creatura piccola, grottesca e mostruosa del folclore di molte culture europee. Menzionato per la prima volta nel Medioevo, si vede attribuiti poteri, temperamento e apparenze contrastanti secondo le diverse leggende e i paesi di origine, variando da spirito domestico dispettoso a ladro malvagio e bestiale. Spesso i goblin hanno poteri magici simili a quelli di fate e demoni.
Creature affini ai goblin sono i brownies, i nani, i duendes, gli gnomi, i leprecauni, i folletti e i coboldi. 
Goblin è in alcune lingue anche termine generico per tutte le piccole creature fatate, e si estende a volte a creature presenti in altre culture, come la tenne, il pukwudgie, il dokkaebi o l'ifrīt.

## Etimologia
Il termine deriva dal francese gobelin, che a sua volta deriva probabilmente dal greco kobalos (κόβαλος), il nome di uno spiritello associato ai riti di Dioniso, o dal tedesco antico Kobold, da cui deriva anche "coboldo".

## Caratteristiche salienti
Caratterizzati da una bassa statura, un naso grosso o lungo; erano accusati di rapire durante la notte donne e bambini, sostituendo questi ultimi con i propri mostruosi figli, e di stuprare le donne per riprodurre creature non troppo orribili (questo ha dato origine anche alla storia molto simile dei changeling). 
Non sono esseri molto forti o robusti poiché alquanto bassi e gracili, ma la loro forza risiede nel numero. Altro elemento comune è un grande interesse per l'oro e gli oggetti preziosi .  

## Nel folclore

### Folclore europeo

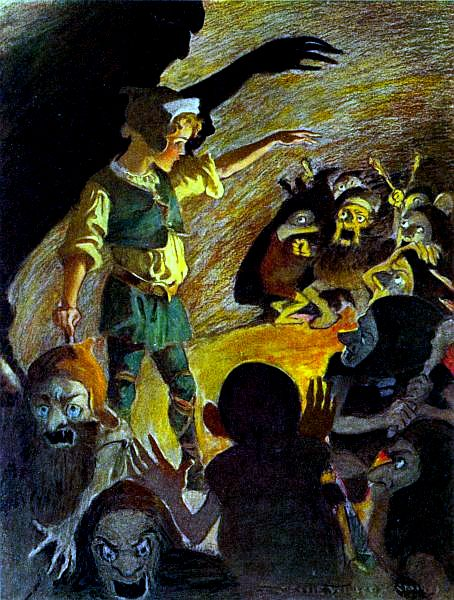
La principessa e i goblin di George MacDonald (1872), in un'illustrazione di Jessie Willcox Smith (1920)

L'unica presenza della figura del goblin in Italia è nell'isola di Sicilia: come riporta Gervasio di Tilbury, l'Etna è una località abitata da goblin e la pianura circostante (la Val Demone) era una vera valle dei demoni.
I goblin sono comuni nel folclore britannico, scozzese e irlandese, e servono come termine generico per tutti i tipi di spiriti maligni o dispettosi. Si possono citare anche i Pixies, i lutins, Robin Goodfellow, gli elfi e gli hobgoblin.
- L'Erlking è un goblin malvagio della leggenda tedesca.
- Gli hobgoblin sono goblin imbroglioni amichevoli del folklore e della letteratura inglese, scozzese e pellegrina.

### Creature simili a goblin in altre culture
- In Corea del Sud, i goblin, noti come dokkaebi (도깨비), sono creature importanti nel folklore, dove premiano le persone buone e puniscono i cattivi, facendo loro brutti scherzi.

Altri Goblin erano stati identificati con creature di un'altra cultura:
- I goblin a volte sono stati confusi con i jinn, in particolare ifrīt e ghoul, della cultura islamica.

## Nel fantasy contemporaneo

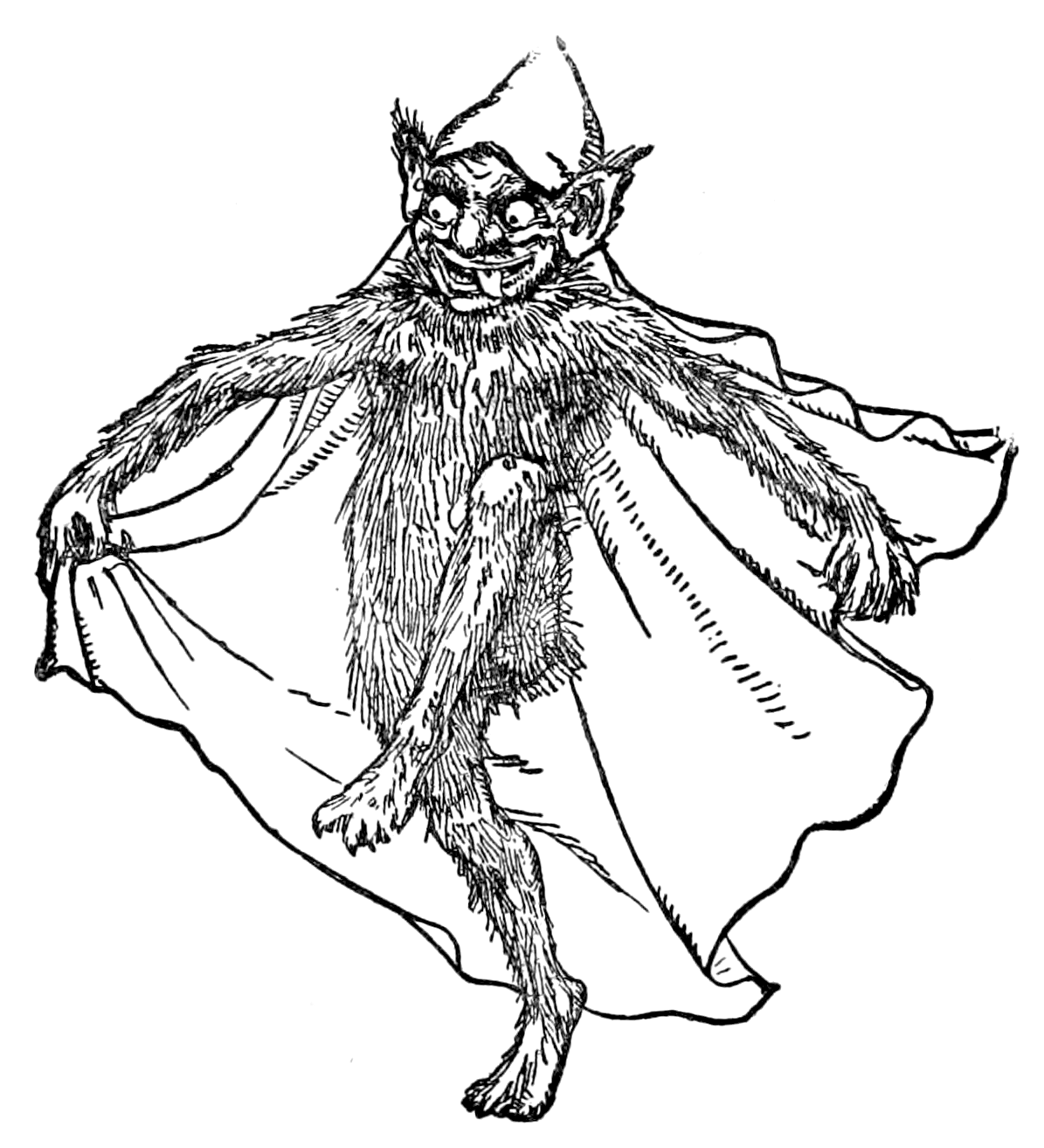
Illustrazione di Goblin di John D. Batten (XIX secolo)

Inizialmente i goblin erano semplici folletti, spiritelli maliziosi che si dilettavano nel burlarsi e nel raggirare gli ingenui individui che entravano in contatto con loro, ma con il trascorrere del tempo e l'ampliamento cognitivo e interpretativo di questo concetto, il loro aspetto originario è stato deformato e distorto, con il risultato riscontrabile adesso.
Nel fantasy odierno i goblin rivestono un ruolo fondamentale, costituendo una delle specie più sintomatiche forse solo assieme agli elfi. L'aspetto del goblin di odierna concezione è abbastanza semplice e convenzionale: sono ancora umanoidi di bassa statura, prevalentemente esili e rachitici, ma altre volte anche dotati di buona forza fisica oppure estremamente grassi e corpulenti. Il naso è camuso, o il più delle volte adunco e prominente; le orecchie sono appuntite, come quelle degli elfi, ma talvolta flosce e molto lunghe, mentre il cranio è complessivamente compresso e gli occhi non sono sormontati dalle sopracciglia. Il colore della pelle può invece variare dal verde, al rosso, al marrone o al grigio.

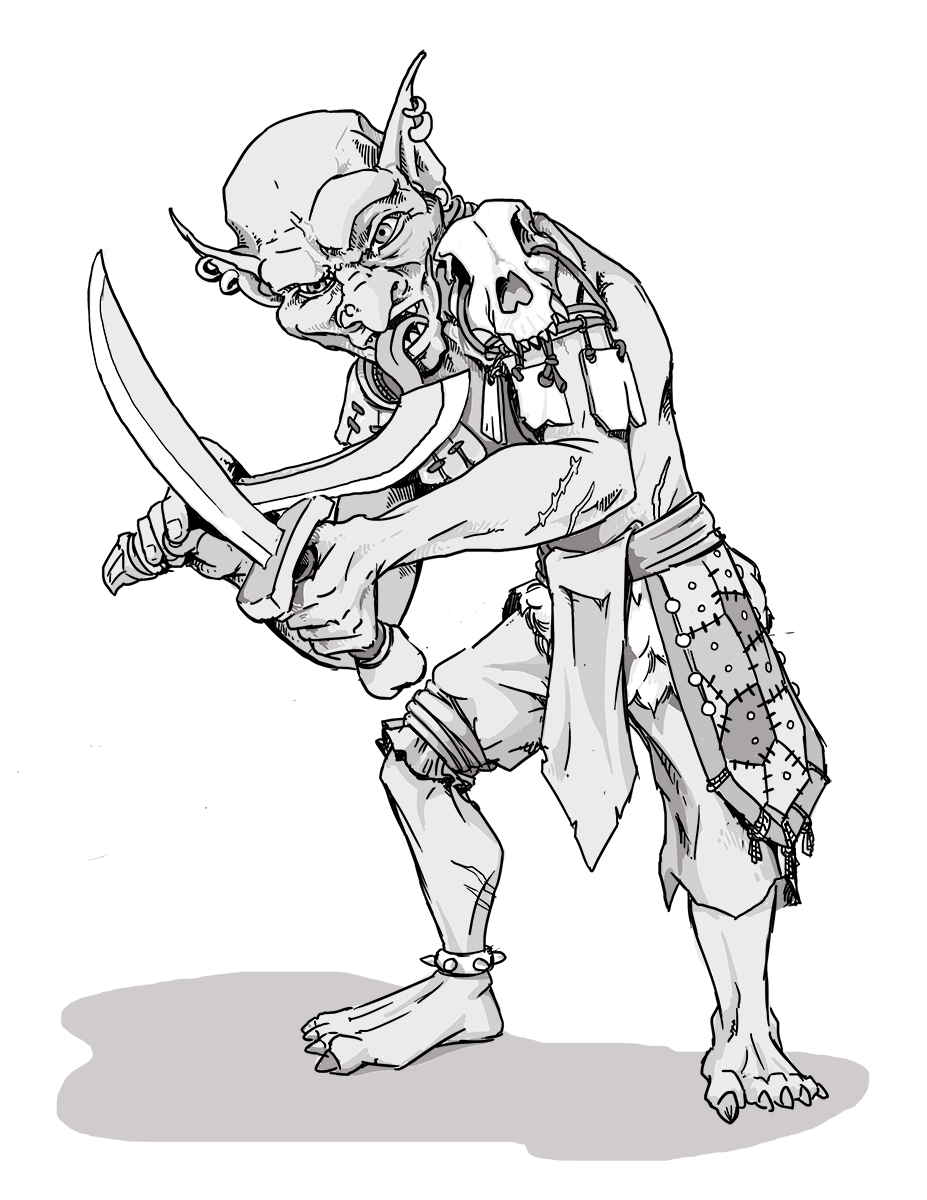
Rappresentazione di un goblin nel gioco di ruolo Dungeons & Dragons

In quasi tutti i contesti i goblin sono identificati come esseri crudeli, barbarici e poco civilizzati, creature spesso fetide e poco apprezzate dalle altre razze che popolano le varie ambientazioni fantasy. Sebbene in alcuni ambiti siano considerati molto inclini alla creatività e all'ingegno, anche al livello emotivo, cedono volentieri all'impeto e alle passioni, prediligendole quindi ad un raziocinio maggiormente ponderato e alle decisioni sofferte.

## Nei media
I goblin fanno ormai parte dell'immaginario fantasy e sono massicciamente presenti anche nella cultura di massa: un esempio universalmente noto è nei romanzi di J. R. R. Tolkien, in particolar modo ne Lo Hobbit e ne Il Signore degli Anelli. Da questi sono state realizzate anche le relative serie cinematografiche, dove queste creature, a volte chiamate anche orchi, sono presenti.
Nel gioco di ruolo fantasy Dungeons & Dragons, in cui i goblin e le creature correlate sono mostri e un punto fermo degli incontri casuali. Qui i goblinoidi sono nemici tipicamente barbari delle varie razze umane e semi-umane. Anche se i goblinoidi nella narrativa fantasy moderna si ispirano dagli orchi di Tolkien, i principali tipi di goblinoidi in Dungeons & Dragons sono i goblin, i bugbear e gli hobgoblin.
Innumerevoli film, videogiochi, fumetti, anime e manga integrano e contengono goblin o esseri ad essi ispirati.
Il Green Goblin è uno degli acerrimi nemici dell'Uomo Ragno, noto supercriminale che ha superpoteri come forza e agilità sovrumane, grazie all'ingestione di una sostanza chimica.
Nella light novel dark fantasy scritta da Kumo Kagyū Goblin Slayer i goblin ricoprono un ruolo centrale per la trama e la storia del protagonista. Qui i goblin sono una razza esclusivamente maschile di intelligenza media che rapiscono umanoidi femminili per procreare e sono i principali antagonisti della serie. Dalla light novel sono stati prodotti anche un manga e un anime.